# Kanton Pierre-Buffière
Kanton Pierre-Buffière is een voormalig kanton van het Franse departement Haute-Vienne. Kanton Pierre-Buffière maakte deel uit van het arrondissement Limoges en telde 6965 inwoners in 1999. Het werd opgeheven bij decreet van 20 februari 2014, met uitwerking op 22 maart 2015. Alle gemeenten werden opgenomen in het nieuwe kanton Condat-sur-Vienne.

## Gemeenten
Het kanton Pierre-Buffière omvatte de volgende gemeenten:
- Boisseuil
- Eyjeaux
- Pierre-Buffière (hoofdplaats)
- Saint-Bonnet-Briance
- Saint-Genest-sur-Roselle
- Saint-Hilaire-Bonneval
- Saint-Jean-Ligoure
- Saint-Paul